# Fernando Llorente
Fernando Llorente Torres [ferˈnando ʎoˈɾente ˈtores] (* 26. února 1985, Pamplona, Španělsko), přezdívaný El Rey León (česky lví král) je španělský fotbalový útočník a bývalý reprezentant, od září 2019 hráč klubu SSC Neapol.

## Klubová kariéra

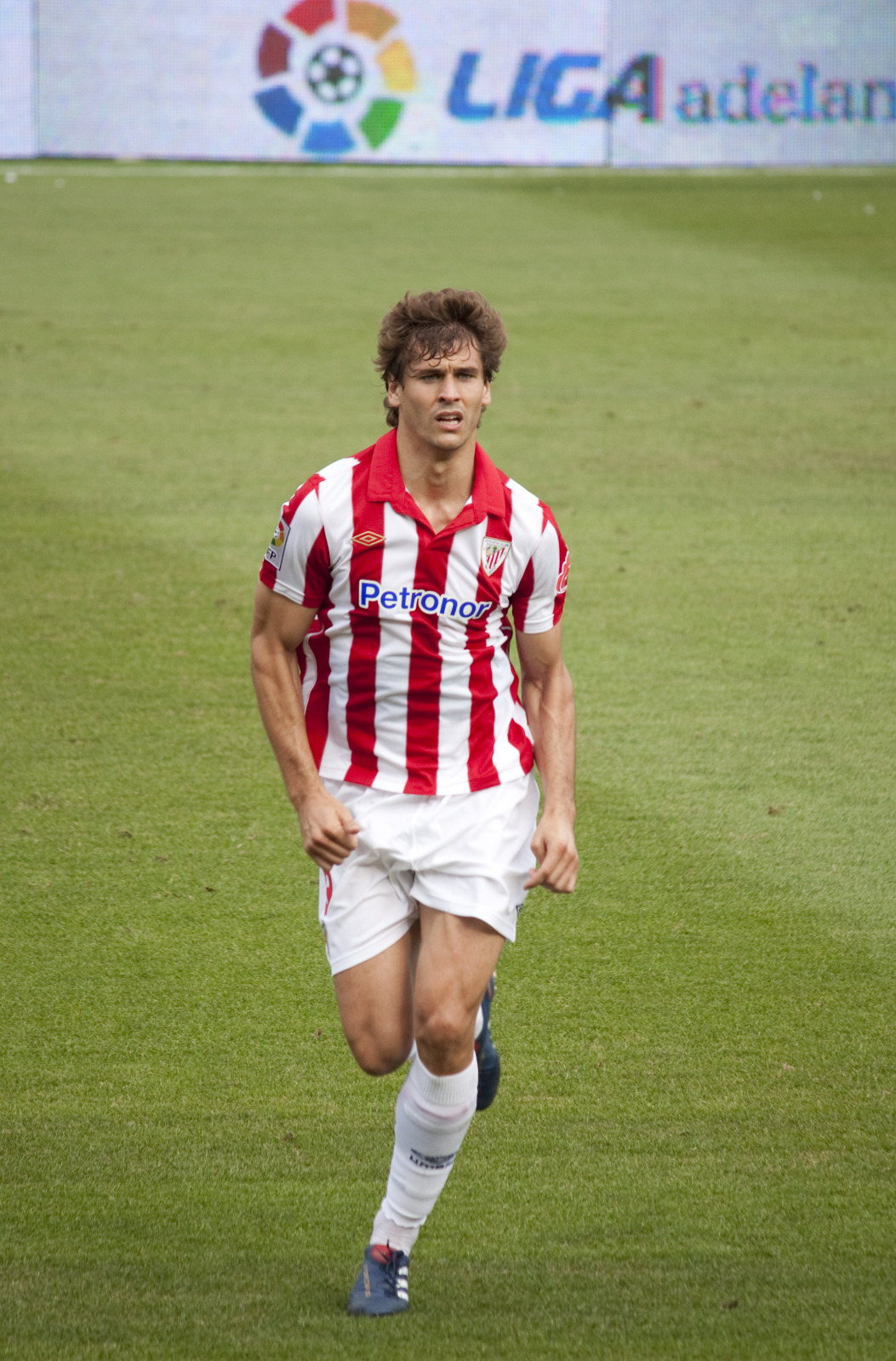
Fernando Llorente

V zimním přestupovém období sezóny 2012/13 se o služby Llorenteho zajímal Juventus Turín, nakonec se kluby nedohodly na lednovém přestupu. Llorente musel vyčkat, až mu v červnu vyprší v Athletic Bilbao smlouva a odejde zadarmo. 1. července 2013 podepsal oficiálně dvouletou smlouvu s Juventusem, kde dostal dres s číslem 14.
V srpnu 2015 podepsal jako volný hráč tříletý kontrakt s klubem Sevilla FC.
Jako volný hráč se v září 2019 dohodl na působení v Neapoli, kde podepsal kontrakt na dva roky.

## Reprezentační kariéra
V A-mužstvu Španělska debutoval 19. 11. 2008 v přátelském zápase proti reprezentaci Chile (výhra 3:0).
V dresu Španělska vyhrál Mistrovství světa ve fotbale 2010 v Jihoafrické republice a EURO 2012 v Polsku a na Ukrajině.

## Úspěchy

### Klubové
Athletic Bilbao
- Evropská liga UEFA: 2011/12 – 2. místo

Juventus FC
- 3× vítěz Serie A (2013/14, 2014/15, 2015/16)
- 1× vítěz Coppa Italia (2014/15)
- 2× vítěz Supercoppa italiana (2013, 2015)

Sevilla FC
- 1× vítěz Evropské ligy UEFA (2015/16)

### Reprezentační
- 1× vítěz Mistrovství světa ve fotbale (2010)
- 1× vítěz Mistrovství Evropy ve fotbale (2012)
- Konfederační pohár FIFA: 2009 – 3. místo
- UEFA-CAF Meridian Cup: 2003 – 1. místo

### Individuální
- MS hráčů do 20 let: Stříbrná bota 2005